# Psammotettix altimontanus
Psammotettix altimontanus är en insektsart som beskrevs av Mitjaev 1969. Psammotettix altimontanus ingår i släktet Psammotettix och familjen dvärgstritar. Inga underarter finns listade i Catalogue of Life.